# Cacaoyer
Theobroma cacao
Espèce
Classification phylogénétique

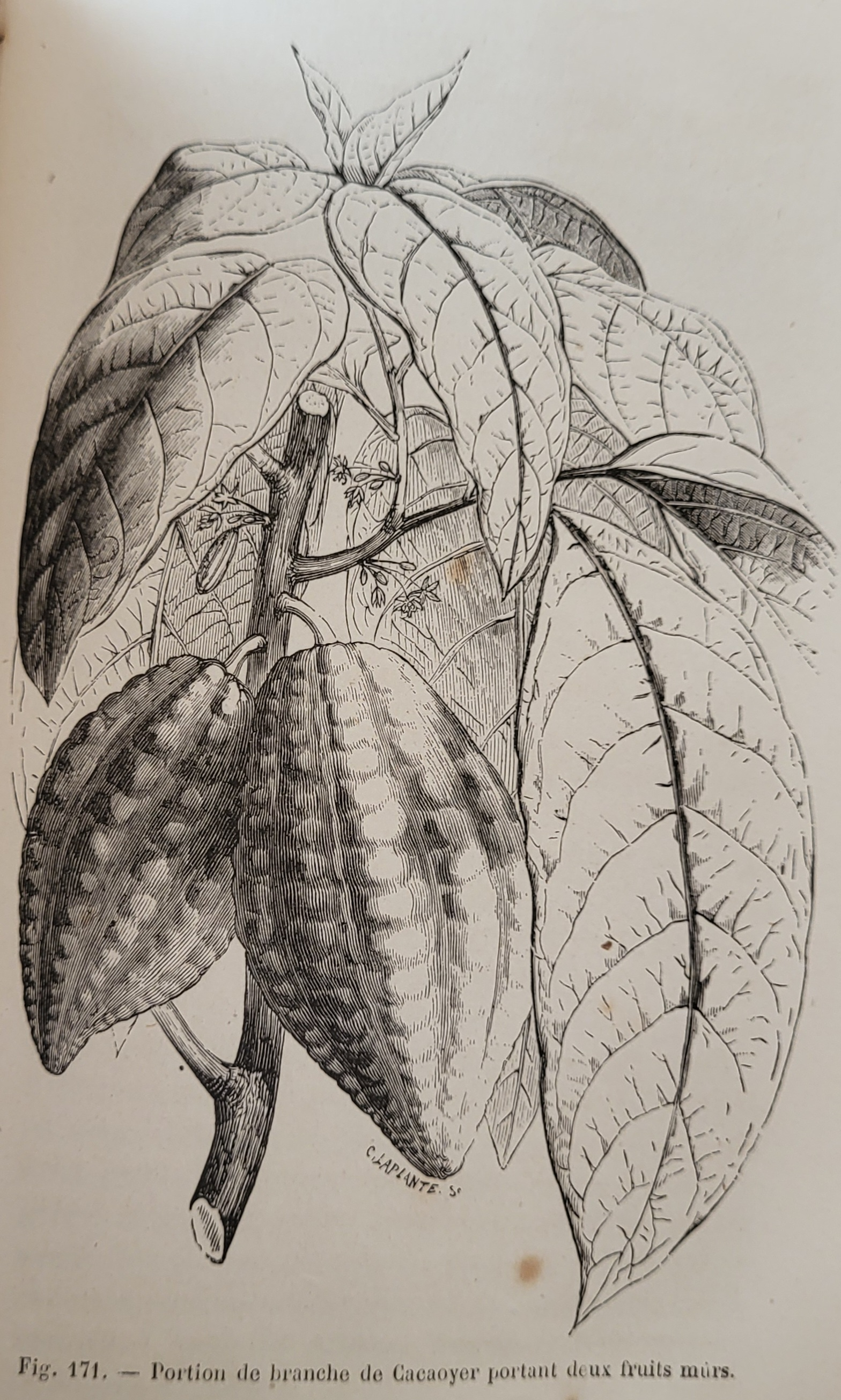
Illustration d'une branche avec feuilles et fruits (1876).

Le cacaoyer (Theobroma cacao), aussi appelé cacao ou cacaotier est un petit arbre à feuilles persistantes du genre Theobroma de la famille des Sterculiacées, selon la classification classique, ou des Malvacées, selon la classification phylogénétique. Il produit des fèves comestibles aux saveurs différentes suivant les variétés de cacaoyer, à partir desquelles est fabriqué le cacao, le produit de base du chocolat.

## Étymologie
Le français « cacao » est emprunté en 1532 à l'espagnol cacao, lui-même dérivé du nahuatl kakahuatl (ou cacahuatl), de même sens.
Le nom de genre Theobroma est un terme forgé à partir du grec θεός / theós (« dieu ») et βρῶμα / brỗma (« nourriture, aliment »), soit « aliment des dieux ».
Carl von Linné décrivit le cacaoyer sous le nom Theobroma cacao en 1753, dans Species plantarum.

## Histoire
L'analyse des ADN anciens et des méthylxanthines, notamment à partir de résidus de cacao dans des céramiques datant de jusqu'à 5 300 ans, montre que le cacaoyer et l'usage du cacao sont originaires de la haute Amazonie, une vaste zone à cheval sur le Pérou, l'Équateur, la Colombie et le Brésil. C'est dans cette zone que la diversité génétique du genre Theobroma est la plus élevée, et plusieurs foyers de domestication y ont été identifiés. Les échanges commerciaux ont ensuite diffusé différentes espèces et variétés vers la côte Pacifique puis la Mésoamérique, où diverses hybridations se sont produites, favorisant l'acclimatation du cacaoyer à des climats différents de sa terre d'origine. La variété criollo, particulièrement aromatique, a sans doute été développée en Amérique centrale, où elle a joué un rôle important dans les cultures mokaya, olmèque et maya,. Le cacao y servait notamment à confectionner une boisson fermentée.

## Description

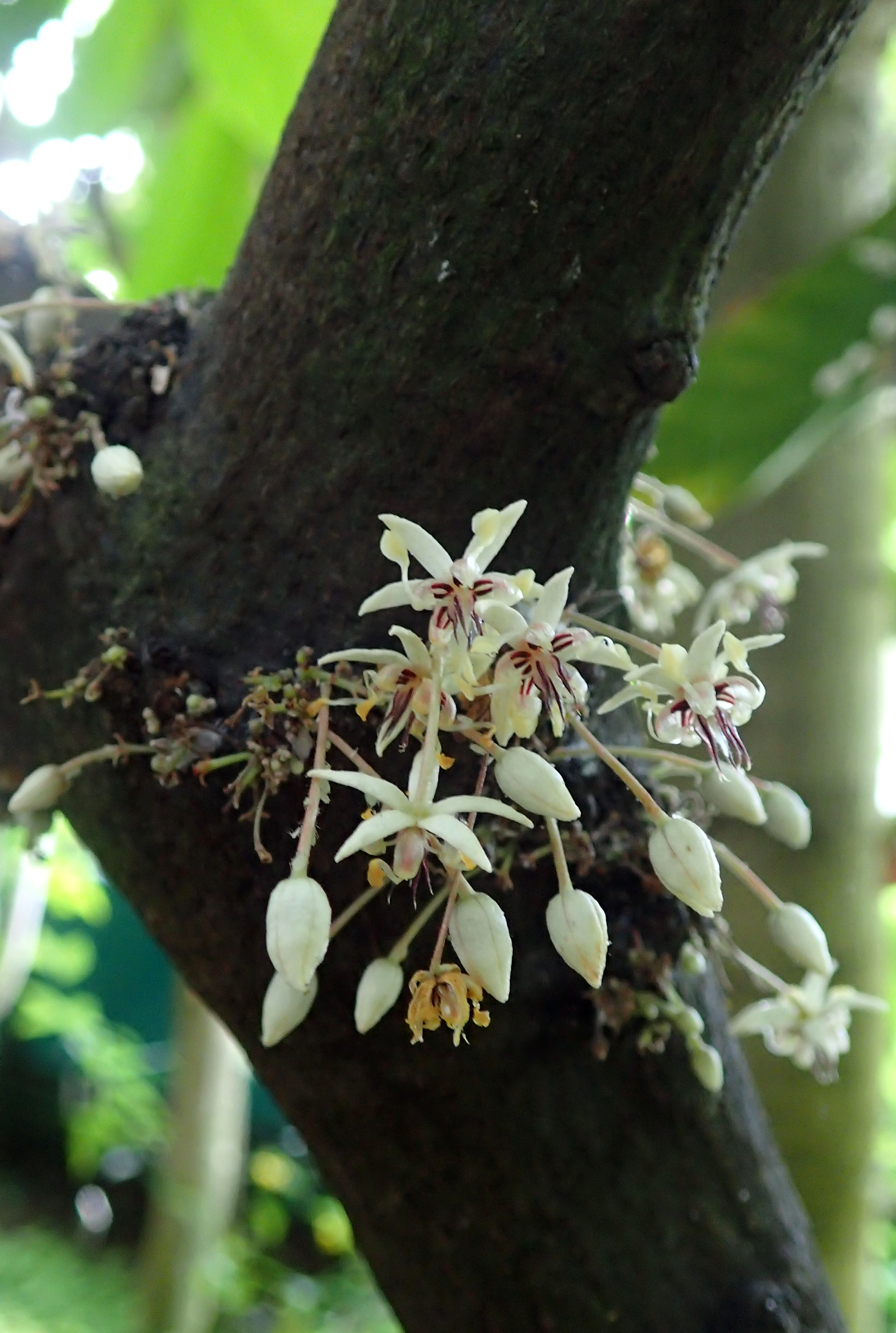
Fleurs.

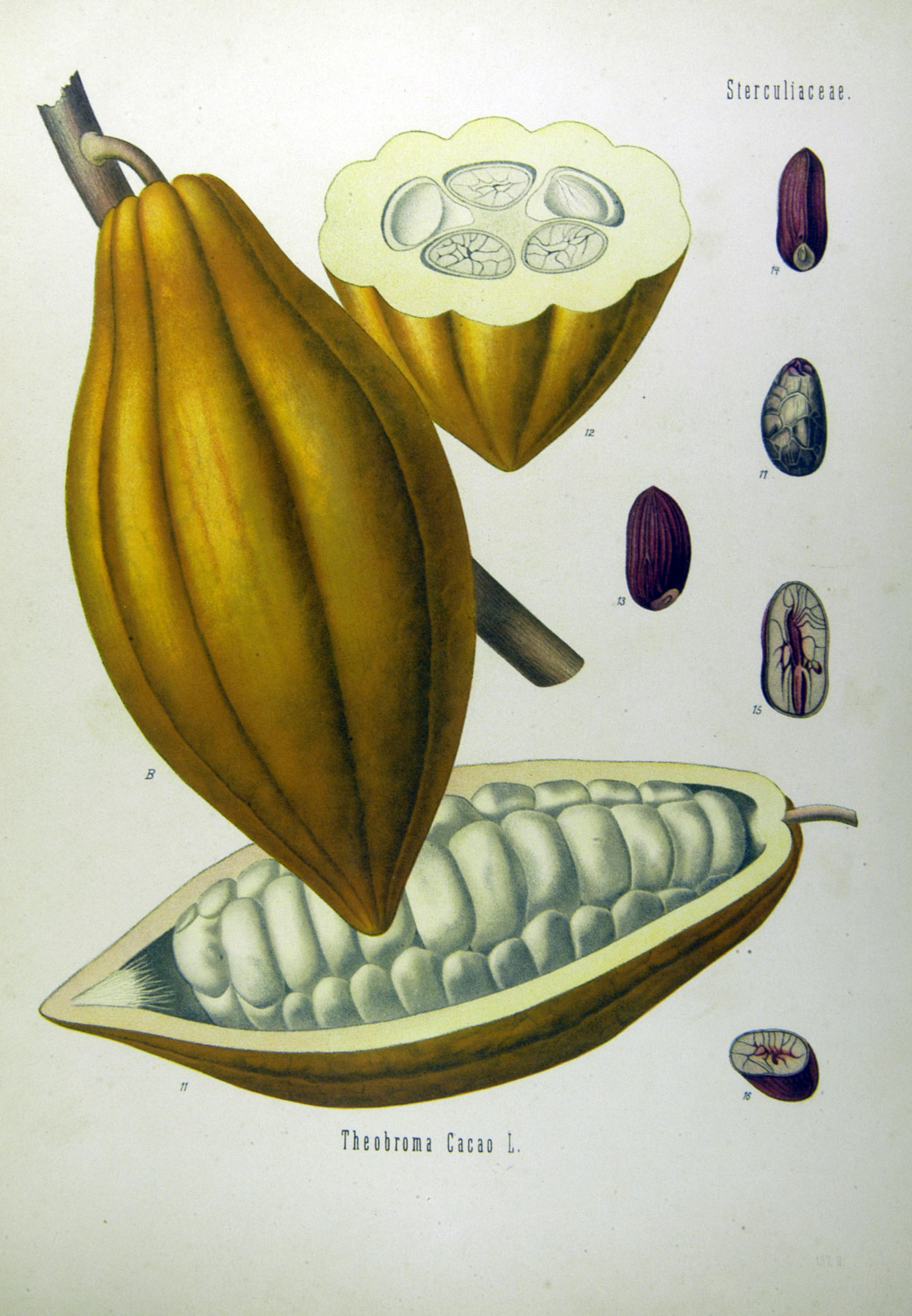
Fruit et graines.

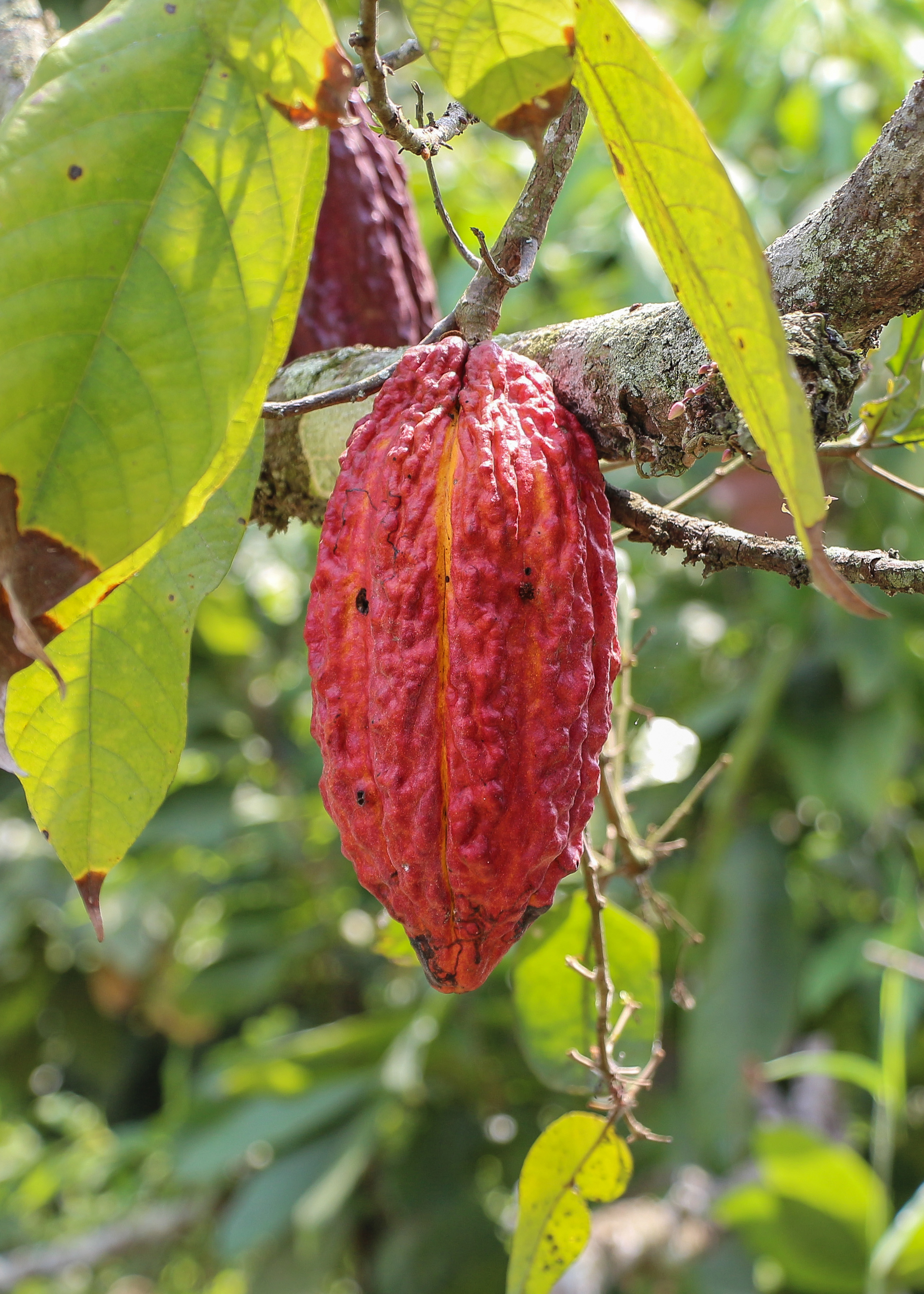
Cabosse de cacao sur un cacaoyer.

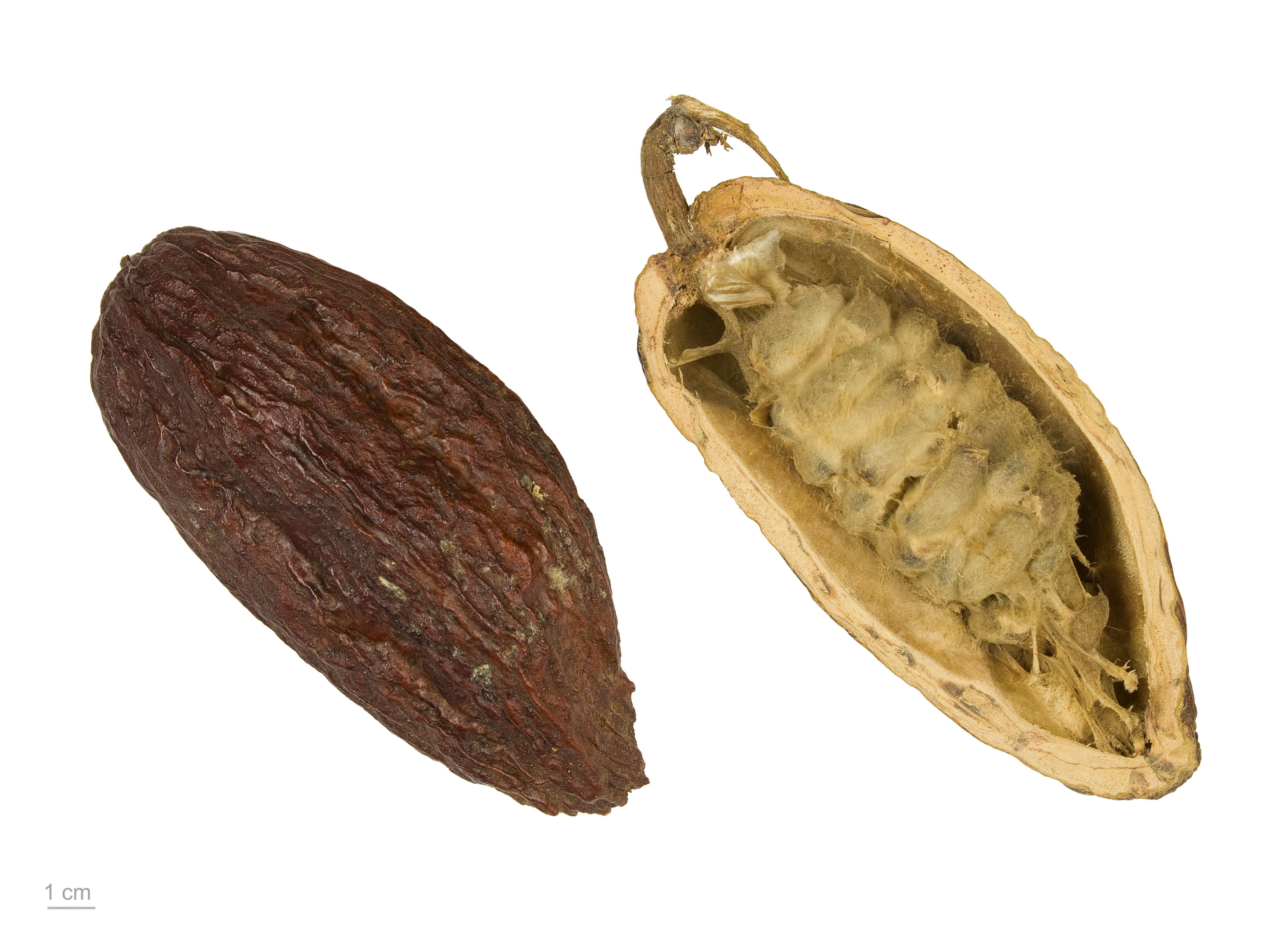
Theobroma cacao.

Le cacaoyer pousse naturellement dans le bassin de l'Orénoque et de l'Amazonie à basse altitude, au pied de la Cordillère des Andes sur des collines de basse altitude (entre 200 et 400 m), dans les forêts pluviales à l'ombre de la canopée formée par la végétation plus haute.
C'est un arbre qui mesure de 10 à 15 m de haut, généralement taillé à 6 ou 8 m, cauliflore et à feuilles persistantes. Il fleurit à partir de 3 ans et donne fleurs, fruits et feuilles tout au long de l'année. Il atteint son plein rendement 6 à 7 ans après plantation et vit jusqu'à 40 ans. Ses fleurs mesurent environ un centimètre et seulement une sur environ 500 d'entre elles donne des fruits. Les fleurs de cacao sont pollinisées par de petits insectes Forcipomyia de la sous-famille des Forcipomyiinae (famille des Ceratopogonidae). L'arbre peut produire annuellement jusqu'à 100 000 fleurs de couleur blanche ou légèrement rosée. Elles apparaissent toute l'année sur des renflements du bois de l'arbre, appelés coussinets floraux. Par conséquent, on trouve au même moment des fleurs et des fruits sur l'arbre,.
Ses fruits, les « cabosses », sont de grosses baies allongées ressemblant à un petit ballon de football américain. Chaque cabosse peut peser jusqu'à 400 g pour 15  à   20 cm de long. Elles ont la particularité de grossir à la fois sur les branches maîtresses mais aussi directement sur le tronc de l'arbre,. Leurs caractéristiques sont très variables d'une population à l'autre mais aussi au sein d'une même population. Les cabosses immatures des Forastero sont généralement vertes ou vert pâle puis deviennent jaunes à maturité. Pour les Trinitario et les Criollo, les cabosses immatures présentent différentes intensités de rouge et, à maturité, d'orange. La maturation des fruits dure, selon les génotypes, de 5  à   7 mois. En moyenne un arbre donne environ 150 cabosses par an, ce qui donne près de 6 kg de cacao.
Les cabosses contiennent de nombreuses graines (entre 25 et 75) regroupées en épis et appelées fèves de cacao riches en amidon, en matières grasses et en alcaloïdes. Chaque graine mûre est entourée d'une pulpe appelée « mucilage ». Il est blanc, aqueux et sucré et constitue une protubérance de la testa, qui conditionne la fermentation nécessaire à la production du cacao marchand. Après fermentation et torréfaction, ces graines sont utilisées pour la fabrication du cacao et du chocolat.

## Génome
Le génome du cacaoyer est diploïde et compte 10 paires de chromosomes (2n=2x=20). En 2010, le département de l'Agriculture des États-Unis, en partenariat avec le groupe agroalimentaire Mars, séquence le génome du cacaoyer Matina 1-6, ancêtre des cacaos commerciaux. C'est cependant une autre équipe internationale de scientifiques (dont le CIRAD), associée aux groupes chocolatiers Hershey's et Valrhona, qui publie le premier la séquence du génome du cacao, celui d'une variété de criollo collectée dans de vieilles plantations du Bélize et issue de générations successives d’autofécondations naturelles : 28 798 gènes sont décryptés, dont une centaine codant des polyphénols (constituant jusqu’à 8 % du poids sec des fèves de cacao). Le génome se révèle proche de l'ancêtre hexaploïde hypothétique des dicotylédones et un scénario d'évolution est proposé où les 21 chromosomes du génome de l'ancêtre hexaploïde hypothétique subissent 11 fusions majeures pour aboutir aux actuels 10 chromosomes. Les données de séquence de ce projet sont disponibles sur le site.
Toutes les données de séquence seront mises dans le domaine public par le Cacao Genome Project (projet de séquençage du génome du cacaoyer) et permettront de sélectionner des gènes de résistance, 30 % de la production de cacao étant perdue chaque année à cause de maladies fongiques, virales, d'oomycètes, ou par attaques d'insectes.

## Systématiques

### Sous-espèces et cultivars
Charles de l'Écluse et Joseph Pitton de Tournefort avaient appelé le cacaoyer Cacao. Mais Linné a rejeté l'utilisation d'un « nom barbare » pour le genre, et créé le nom Theobroma, qui signifie « Nourriture des dieux » en grec.
Le système d'information taxonomique intégré (ITIS) cite deux sous-espèces, sans prétention d'exhaustivité :
- Theobroma cacao subsp. cacao
- Theobroma cacao subsp. sphaerocarpum

### Nouvelle classification

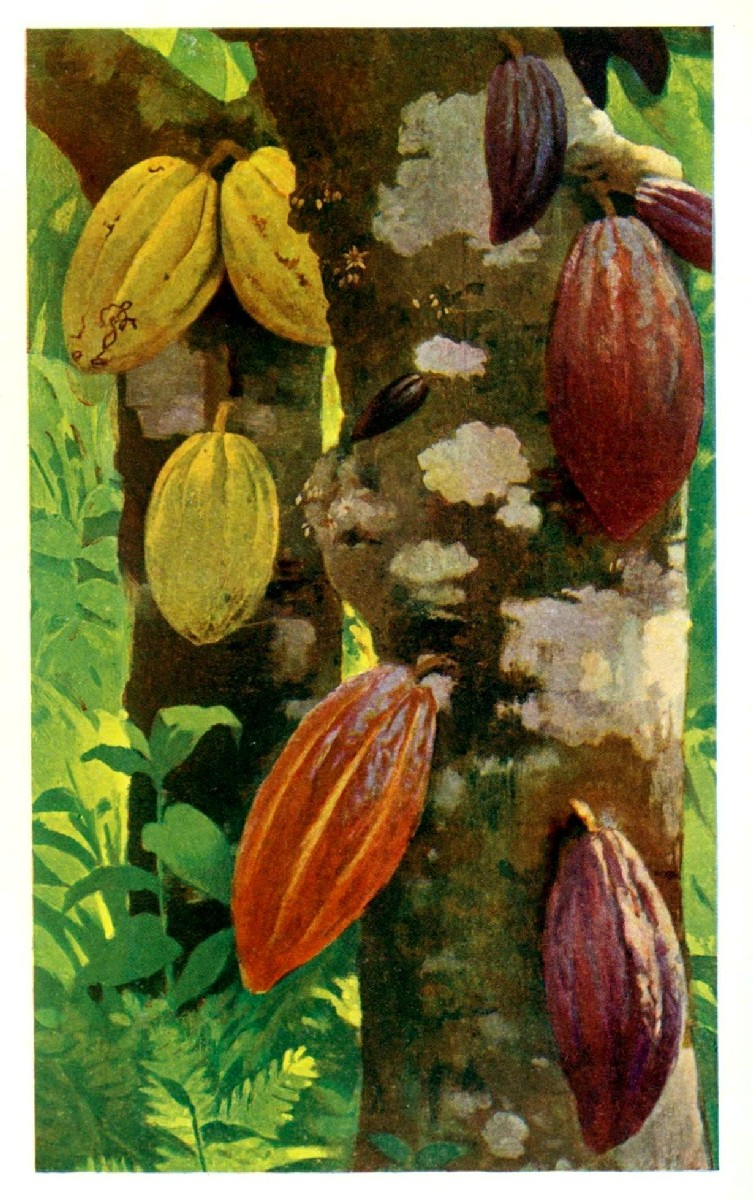
Cabosses de cacaoyer.

Le botaniste Ernest Entwistle Cheesman (en) met au point en 1944 une terminologie qui distingue trois groupes de cacao : le criollo, le forastero et un hybride des deux précédents, le trinitario. Ils sont distingués par leur origine et l'aspect des cabosses ou des fèves:
- Criollos, d'Amérique centrale, cabosse verte ou rouge, fève blanche arrondie
- Forasteros, d'Amazonie, cabosse verte puis jaune, fève pourpre et plate
- Trinitarios, hybride, Trinidad, Antilles.

En 2008, des chercheurs proposent une nouvelle classification basée sur critères morpho-géographiques et génomiques : dix groupes ont été retenus et nommés en fonction de leur origine géographique ou du nom du cultivar traditionnel. Les dix groupes sont : Amelonado, Criollo, Nacional, Contamana, Curaray, Cacao guiana, Iquitos, Marañon, Nanay, Purús.

### Espèces proches
Parmi les autres espèces du genre Theobroma susceptibles de fournir du chocolat, on peut citer le cupuaçu, Theobroma grandiflorum à partir duquel on fabrique une variété de chocolat appelée localement cupulate.
De même, on peut également tirer du chocolat d'espèces sauvages comme Theobroma subincanum ou Theobroma velutinum.

## Culture

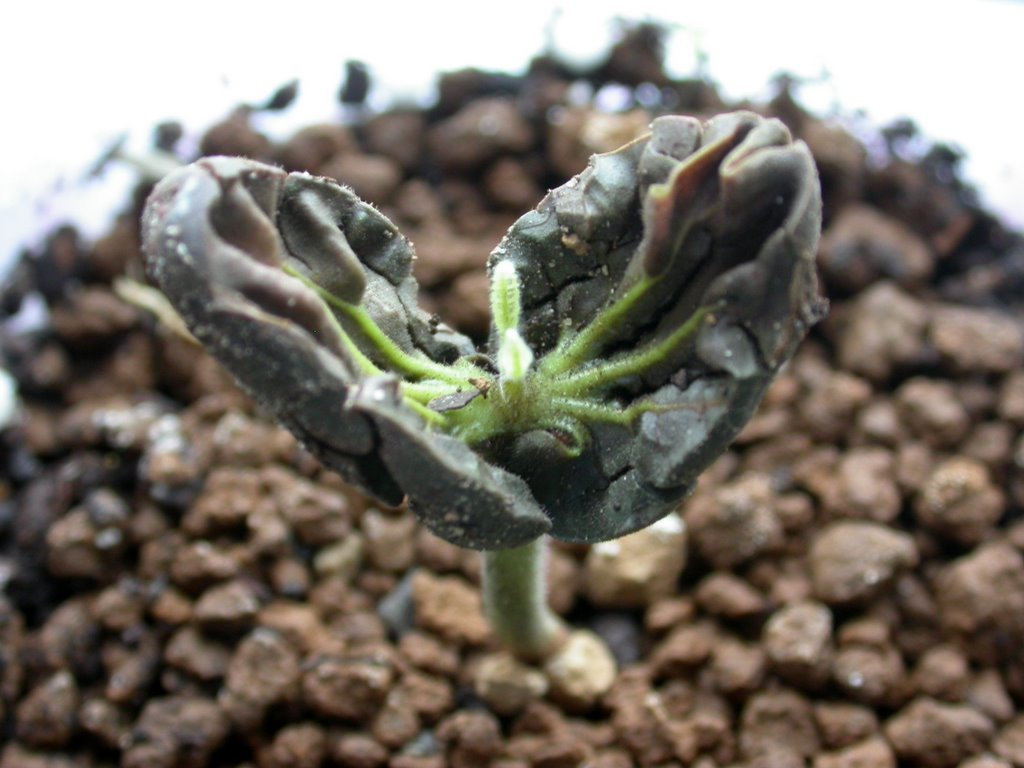
Germination épigée de cacaoyer 3 semaines après le semis.

### Écologie
La plante est originaire des forêts équatoriales dans un climat chaud et humide sans saison sèche très marquée. Le cacaoyer a des exigences écologiques assez élevées qui sont les suivantes :
- la température moyenne annuelle optimale est 25 °C. Le minimum absolu est de 10 °C,
- la pluviométrie annuelle optimale est de 1 500  à   2 500 mm et le taux d'humidité optimal est de 85 %. Les périodes sèches ne doivent pas excéder trois mois,
- le jeune cacaoyer a besoin d'être protégé d'un éclairement trop intense pendant les trois premières années. Si le recours aux intrants n'est pas assuré, il est généralement préférable de procéder au maintien d'un ombrage permanent interceptant entre 20 et 40 % du rayonnement[19],
- le sol doit assurer une bonne rétention de l'eau mais les racines ne doivent pas être asphyxiées. Le sol doit être légèrement acide et sa teneur en matière organique élevée dans l'horizon supérieur,
- le cacaoyer peut pousser jusqu'à 1 000 m d'altitude sous l'équateur. À la latitude de 20° nord ou sud, seul le niveau de la mer lui convient.

### Pratiques de cultures
Le mode de culture actuel est identique à celui que pratiquaient les anciens mayas. La culture se déroule sous des arbres plus élevés et résistants qui se nommaient les mères cacao. Il s'agit de légumineuses protégeant les cacaoyers et leur fournissant de l'azote comme nourriture.
Le cacaoyer se multiplie par semis. Après ouverture de la cabosse, les graines doivent être semées très rapidement car elles ont une durée germinative très courte (1 à 2 semaines au maximum). Les taux de réussite du bouturage et du greffage dépendent du génotype : les Criollo sont moins aptes à la multiplication végétative que les Forastero. La récolte du cacao a lieu deux fois par an, principalement au printemps et à l'automne.

### Controverses
Le cacao est souvent cultivé par des travailleurs sous le seuil de la pauvreté, voire par des enfants-esclaves. Pour lutter contre l'utilisation d'esclaves dans la production de cacao, un accord international, le protocole Harkin-Engel a été signé en 2001. Cependant, en 2011, 1,8 million d'enfants étaient toujours exploités au Ghana et en Côte d'Ivoire, souvent affectés à des travaux dangereux. Un documentaire, The Dark Side of Chocolate (en) a été produit en 2010 à ce sujet.
Le chocolat est souvent considéré comme le produit alimentaire nécessitant la plus grande quantité d'eau pour sa fabrication. En moyenne, les fèves de cacao ont une empreinte eau de 20 000 litres/kg, en quasi totalité apporté par l'eau de pluie[réf. nécessaire].

## Ennemis des cultures de cacaoyer

### Principales maladies
La phytopathologie permet de définir la liste des maladies, donc des dangers à maîtriser.
- Moniliose des cabosses : provoquée par un champignon : Moniliophthora roreri ; incidence 90 % (surtout en Amérique du Centre et du Sud). Elle représente donc une potentielle menace pour la production de cacao. Cette maladie est due à Crinipelis roreri, un champignon qui attaque les jeunes cabosses du cacaoyer. Les fruits attaqués se développent normalement, mais à l’intérieur des cabosses, les fèves pourrissent et sont transformées en une masse brune plus ou moins liquéfiée. Toutes les fèves d’une cabosse peuvent être entièrement détruites sans que des symptômes extérieurs puissent le laisser supposer[22].
- Pourridiés : Les pourridiés sont des maladies fongiques causées par des champignons qui s'attaquent aux racines du cacaoyer et peuvent dans certaines régions provoquer des dommages très importants. En Afrique, les plus répandus sont Armellariella mellea (Wahl.) Quel. et Fomes lignosus Kl. dont les attaques provoquent respectivement un éclatement du collet et une inclinaison des cacaoyers. Le mycélium propage la maladie le long des racines et par contact des racines malades à racines saines. Un arbre atteint est irrémédiablement perdu, d'où la difficulté de la lutte contre les pourridiés. Il est conseillé d'en tenir compte dans le choix du terrain et d'effectuer un dépistage soigneux des arbres attaqués au cours des premières années de plantation[22].
- Maladie du balai de sorcière : provoquée par le champignon Moniliophthora perniciosa (anciennement Crinipellis perniciosa[23]) ; incidence 60 % (surtout en Amérique du Sud)
- La pourriture brune des cabosses : Phytophthora sp. ; incidence 30 % (surtout en Afrique). Les cabosses les plus bas sur le cacaoyer sont contaminées par projection de particules de terre contenant des propagules infectieuses lors des pluies puis la dissémination s’effectue par les eaux de drainage, le vent et les fourmis (Babacauh, 1980). Les moyens de lutte contre la pourriture brune sont l’application de mesures prophylactiques associées à la lutte chimique raisonnée et la sélection de cacaoyers résistants aux parasites responsables (Tahi et al., 2006).
- Oncobasidium theobromae (en)
- Le virus de l'œdème des pousses du cacaoyer, maladie virale transmise par des insectes hébergeant le virus[24].

### Principaux ravageurs
- Environ 500 espèces d’insectes ont été recensées sur le cacaoyer mais seule une petite fraction d'entre elles est capable de causer d'importantes pertes économiques en cacaoculture[22].
- Conopomorpha cramerella (teigne javanaise du cacaoyer ou foreur de cabosses),
- Eulophonotus myrmeleon  (foreur de tiges du cacaoyer),
- Plusieurs espèces d'insectes xylophages du genre  Xylosandrus (famille des  Scolytinae)  peuvent attaquer le cacaoyer et provoquer sa mort,
- Selenothrips rubrocinctus (thrips du cacaoyer).

## Galerie

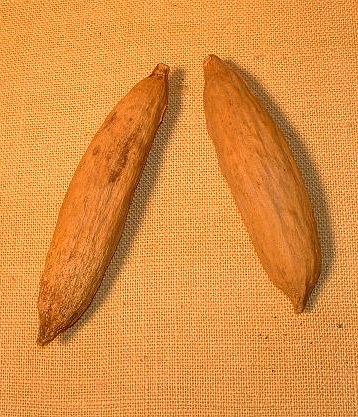
Une chérelle de cacaoyer qui deviendra après quelques semaines une cabosseCabosses séchées
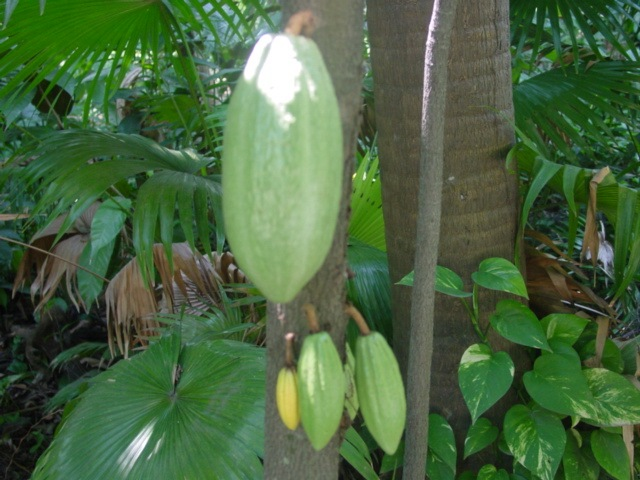
Theobroma cacao (cabosses vertes)
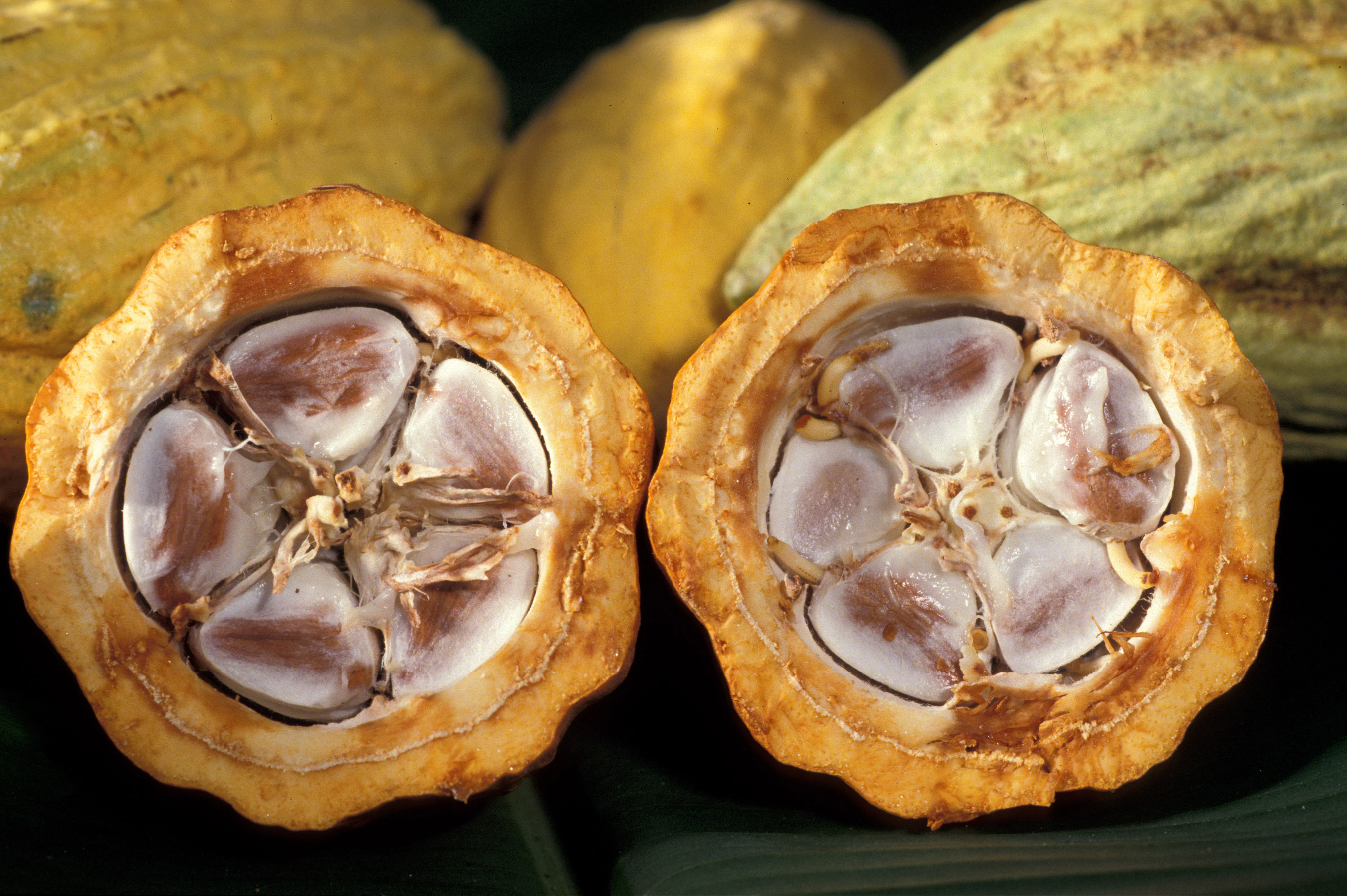
Fèves de cacao dans leur cabosse

### Émissions radio
- Jean Claude Ameisen, « Aux origines du chocolat », sur France Inter, 17 novembre 2018 (émission Sur les épaules de Darwin).